# Мужская сборная Австралии по софтболу
Мужская национальная сборная Австралии по софтболу — представляет Австралию на международных софтбольных соревнованиях. Управляющей организацией выступает Ассоциация софтбола Австралии (англ. Softball Australia).
Одна из ведущих софтбольных мужских сборных команд в мире, неоднократно была чемпионом или призёром чемпионатов мира и других крупных международных турниров уровня сборных.

## Результаты выступлений

### Чемпионаты мира
| Год       | Победы         | Поражения      | Место          |
| --------- | -------------- | -------------- | -------------- |
| 1966—1984 | не участвовали | не участвовали | не участвовали |
| 1988      | 6              | 7              | 7              |
| 1992      | 6              | 2              | 5              |
| 1996      | 7              | 4              | 7              |
| 2000      | 3              | 4              | 12             |
| 2004      | 8              | 3              | 3              |
| 2009      | 9              | 1              | 1              |
| 2013      | 9              | 2              | 3              |
| 2015      | 6              | 4              | 4              |
| 2017      | 8              | 4              | 2              |
| 2019      | 7              | 3              | 7              |
| 2022      | 8              | 1              | 1              |